# Mount Holly Township
Mount Holly Township ist ein Township von New Jersey in den Vereinigten Staaten und der County Seat des Burlington County. Das U.S. Census Bureau ermittelte bei der Volkszählung 2020 eine Einwohnerzahl von 9981.
Die Gemeinde bildet eine Vorstadt von Philadelphia in der Metropolregion Delaware Valley.

## Geschichte
Das heutige Mount Holly wurde ursprünglich am 6. November 1688 als Northampton gegründet. Northampton wurde am 21. Februar 1798 durch einen Akt der Legislative von New Jersey als eine der ersten 104 Townships in New Jersey gegründet. Teile der Gemeinde wurden zur Bildung von Little Egg Harbor Township (13. Februar 1740, heute Teil von Ocean County), Washington Township (19. November 1802), Pemberton borough (15. Dezember 1826), Coaxen Township (10. März 1845, heute bekannt als Southampton Township), Pemberton Township (10. März 1846), Westampton Township (6. März 1850) und Lumberton Township (14. März 1860) zusammengefasst. Das Township wurde am 6. November 1931 in Mount Holly umbenannt, basierend auf den Ergebnissen eines Referendums, das drei Tage zuvor abgehalten wurde. Das Township wurde nach den mit Stechpalmen bewachsenen Hügeln benannt. Einige Gebiete des heutigen Mount Holly waren als Bridgetown bekannt.

## Demografie
Laut einer Schätzung von 2019 leben in Mount Holly Township 29.175 Menschen. Die Bevölkerung teilt sich im selben Jahr auf in 65,5 % Weiße, 24,4 % Afroamerikaner, 1,6 % Asiaten und 5,7 % mit zwei oder mehr Ethnizitäten. Hispanics oder Latinos aller Ethnien machten 17,0 % der Bevölkerung aus. Das mittlere Haushaltseinkommen lag bei 72.236 US-Dollar und die Armutsquote bei 12,4 %.
| Bevölkerungsentwicklung Bei den Daten handelt es sich um Volkszählungsergebnisse. | Bevölkerungsentwicklung Bei den Daten handelt es sich um Volkszählungsergebnisse. | Bevölkerungsentwicklung Bei den Daten handelt es sich um Volkszählungsergebnisse. | Bevölkerungsentwicklung Bei den Daten handelt es sich um Volkszählungsergebnisse. | Bevölkerungsentwicklung Bei den Daten handelt es sich um Volkszählungsergebnisse. | Bevölkerungsentwicklung Bei den Daten handelt es sich um Volkszählungsergebnisse. | Bevölkerungsentwicklung Bei den Daten handelt es sich um Volkszählungsergebnisse. | Bevölkerungsentwicklung Bei den Daten handelt es sich um Volkszählungsergebnisse. | Bevölkerungsentwicklung Bei den Daten handelt es sich um Volkszählungsergebnisse. | Bevölkerungsentwicklung Bei den Daten handelt es sich um Volkszählungsergebnisse. |  |
| --------------------------------------------------------------------------------- | --------------------------------------------------------------------------------- | --------------------------------------------------------------------------------- | --------------------------------------------------------------------------------- | --------------------------------------------------------------------------------- | --------------------------------------------------------------------------------- | --------------------------------------------------------------------------------- | --------------------------------------------------------------------------------- | --------------------------------------------------------------------------------- | --------------------------------------------------------------------------------- |  |
| Jahr                                                                              | 1940                                                                              | 1950                                                                              | 1960                                                                              | 1970                                                                              | 1980                                                                              | 1990                                                                              | 2000                                                                              | 2010                                                                              | 2020                                                                              |  |
| Einwohner                                                                         | 6.892                                                                             | 8.206                                                                             | 13.271                                                                            | 12.713                                                                            | 10.818                                                                            | 10.639                                                                            | 10.728                                                                            | 9.536                                                                             | 9.981                                                                             |  |